# Блу-Спрінгс (Міссурі)
Блу-Спрінгс (англ. Blue Springs) — місто (англ. city) в США, в окрузі Джексон штату Міссурі. Населення — 58 603 особи (2020).

## Географія
Блу-Спрінгс розташований за координатами 39°0′43″ пн. ш. 94°16′3″ зх. д. / 39.01194° пн. ш. 94.26750° зх. д. (39.012001, -94.267612).  За даними Бюро перепису населення США в 2010 році місто мало площу 57,90 км², з яких 57,69 км² — суходіл та 0,21 км² — водойми.

### Клімат
| Клімат : Блу-Спрінгс    | Клімат : Блу-Спрінгс | Клімат : Блу-Спрінгс | Клімат : Блу-Спрінгс | Клімат : Блу-Спрінгс | Клімат : Блу-Спрінгс | Клімат : Блу-Спрінгс | Клімат : Блу-Спрінгс | Клімат : Блу-Спрінгс | Клімат : Блу-Спрінгс | Клімат : Блу-Спрінгс | Клімат : Блу-Спрінгс | Клімат : Блу-Спрінгс | Клімат : Блу-Спрінгс |
| Показник                | Січ.                 | Лют.                 | Бер.                 | Квіт.                | Трав.                | Черв.                | Лип.                 | Серп.                | Вер.                 | Жовт.                | Лист.                | Груд.                | Рік                  |
| Абсолютний максимум, °C | 22,8                 | 26,7                 | 30,6                 | 32,8                 | 32,8                 | 39,4                 | 42,2                 | 41,7                 | 40,6                 | 35,0                 | 27,8                 | 22,8                 | 42,2                 |
| Середній максимум, °C   | 5,0                  | 7,8                  | 11,7                 | 17,2                 | 23,3                 | 27,8                 | 30,6                 | 30,0                 | 25,6                 | 20,0                 | 10,6                 | 6,7                  | 18,1                 |
| Середній мінімум, °C    | −5                   | −3,3                 | 2,8                  | 7,2                  | 11,7                 | 16,1                 | 18,9                 | 17,8                 | 12,8                 | 6,7                  | 1,7                  | −3,3                 | 7,0                  |
| Абсолютний мінімум, °C  | −28,3                | −26,1                | −20,6                | −11,7                | −2,2                 | 1,7                  | 8,9                  | 6,1                  | −1,7                 | −13,9                | −19,4                | −31,7                | −31,7                |
| Норма опадів, мм        | 33                   | 38                   | 71                   | 96                   | 129                  | 139                  | 106                  | 97                   | 124                  | 90                   | 75                   | 47                   | 1046                 |
| ----------------------- | -------------------- | -------------------- | -------------------- | -------------------- | -------------------- | -------------------- | -------------------- | -------------------- | -------------------- | -------------------- | -------------------- | -------------------- | -------------------- |
| Джерело:                |                      |                      |                      |                      |                      |                      |                      |                      |                      |                      |                      |                      |                      |

## Демографія
Згідно з переписом 2010 року, у місті мешкало 52 575 осіб у 19 522 домогосподарствах у складі 14 468 родин. Густота населення становила 908 осіб/км².  Було 20643 помешкання (357/км²).
Расовий склад населення:
| - 87,6 % — білих - 6,2 % — чорних або афроамериканців - 1,2 % — азіатів - 0,5 % — корінних американців - 0,2 % — вихідців з тихоокеанських островів - 1,3 % — осіб інших рас |

До двох чи більше рас належало 3,1 %. Частка іспаномовних становила 5,0 % від усіх жителів.
За віковим діапазоном населення розподілялося таким чином: 27,9 % — особи молодші 18 років, 62,7 % — особи у віці 18—64 років, 9,4 % — особи у віці 65 років та старші. Медіана віку мешканця становила 34,7 року. На 100 осіб жіночої статі у місті припадало 94,3 чоловіків;  на 100 жінок у віці від 18 років та старших — 90,9 чоловіків також старших 18 років.
Середній дохід на одне домашнє господарство  становив 78 754 долари США (медіана — 63 753), а середній дохід на одну сім'ю — 85 828 доларів (медіана — 73 820). Медіана доходів становила 52 833 долари для чоловіків та 40 913 долари для жінок. За межею бідності перебувало 10,5 % осіб, у тому числі 15,8 % дітей у віці до 18 років та 5,0 % осіб у віці 65 років та старших.
Цивільне працевлаштоване населення становило 26 204 особи. Основні галузі зайнятості: освіта, охорона здоров'я та соціальна допомога — 23,3 %, роздрібна торгівля — 13,2 %, науковці, спеціалісти, менеджери — 9,7 %, мистецтво, розваги та відпочинок — 9,5 %.